# Rashid Hadee
Rashid Hadee ist ein amerikanischer Rapper und Musikproduzent aus Chicago. Hadee ist Teil der Hip-Hop-Gruppe Chapter 13. Seine Sample-basierten Musikproduktionen umfassen zumeist Einflüsse aus Soul und Funk der 1960er, 1970er und 1980er Jahre. Hauptsächlich bekannt in der Underground-Hip-Hop-Szene erhielt Hadee Bezug zu bekannteren Künstlern durch sein Remix-Album von Kanye Wests 808s and Heartbreak und Kollaborationen mit der Gruppe Little Brother.